# ييكورا
بلدية ييكورا (بالإسبانية: Yécora) هي بلدية تقع في مقاطعة ألافا التابعة لإقليم الباسك شمال إسبانيا.

## الديموغرافيا
يبلغ عدد سكان بلدية ييكورا 287 نسمة عام 2011 (وفقاً للمعهد الوطني للإحصاء الإسباني).
| 254 | 257 | 262 | 279 | 293 | 305 | 287 |